# Kristina Wallstén-Fredlund
Anna Kristina Wallstén-Fredlund, född 11 februari 1940 i Arvidsjaur, Norrbottens län, är en svensk målare.
Hon är dotter till komministern Hugo Herman Wallstén och Birgit Kristina Lundström och från 1961 gift med Hans Fredlund. Hon studerade vid fackavdelningen för dekorativ konst vid Konstfackskolan i Stockholm 1958–1962. Hennes konst består av målningar utförda i olja eller pastell, till en början i en realistisk stil men senare mer abstrakta bildkompositioner hon har även arbetat med kompositioner och mönster för textilfilmtryck som lett till några prisbelöningar. Bland hennes offentliga arbeten märks en ridå i filmtryck för Oxelösunds läroverk.